# Ara’ir
Ara’ir – wieś w Jordanii, w muhafazie Madaba. W 2015 roku liczyła 32 mieszkańców.